# 綠色魔法學校

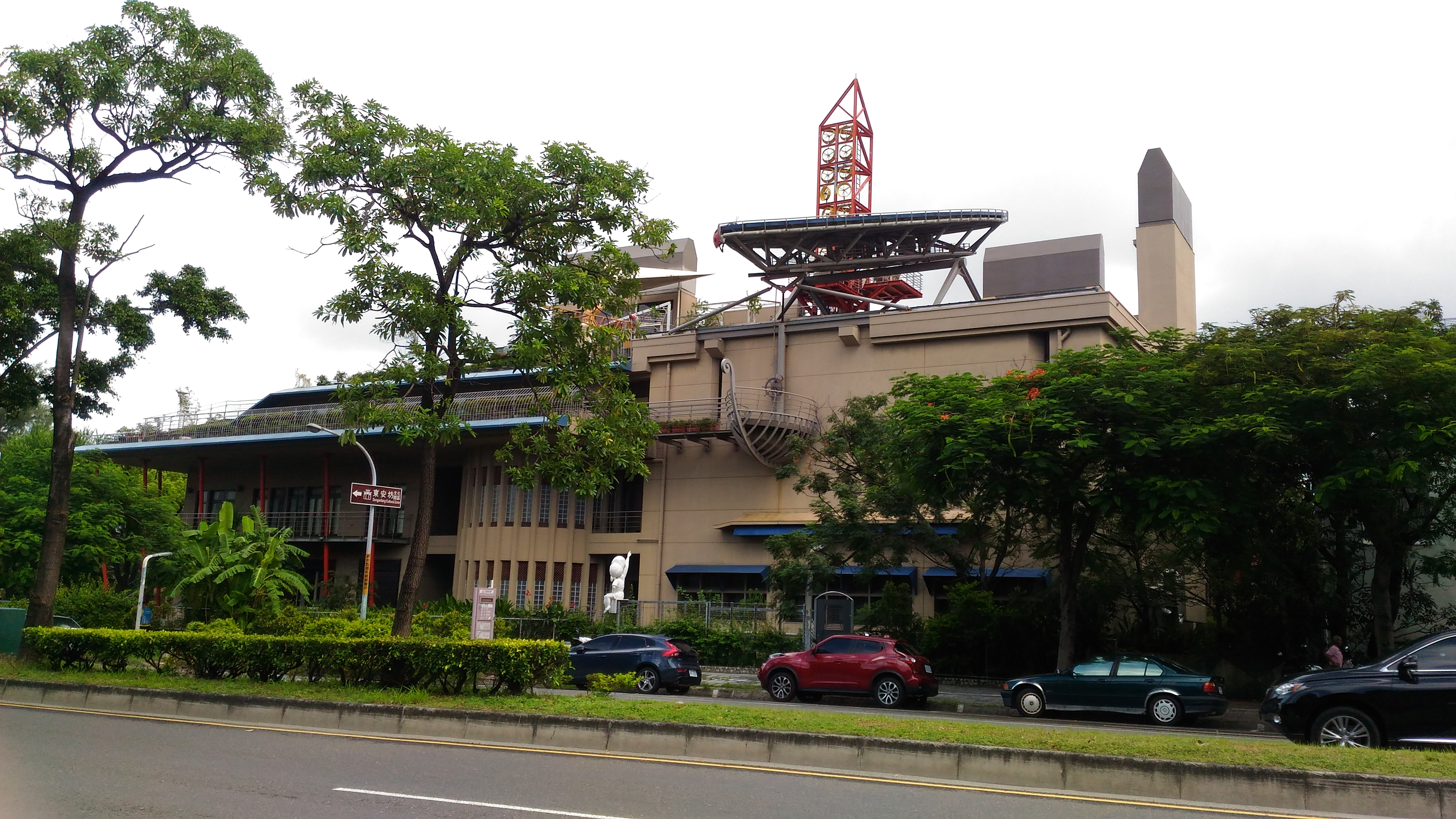
成大孫運璿綠建築研究大樓—綠色魔法學校

綠色魔法學校（英文：The Magic School of Green Technologies）全名為孫運璿綠建築研究大樓-綠色魔法學校，是中華民國國立成功大學力行校區中的建築物，在2011年1月12日落成，屬於綠建築及零碳建築。
綠色魔法學校被英國出版社羅德里奇（Routledge）出版的《世界最綠的建築》（The World's Greenest Buildings）評選為全球45棟「最綠的綠建築」中，台灣唯一獲選的綠建築。
綠色魔法學校獲得EEWH及LEED綠建築標章最高級的認證。根據Jerry Yudelson和Ulf Meyer所著的《The World's Greenest Buildings》，該棟建築年用電強度（Energy Usage Intensity，EUI）為 40.43kWh/(m2.yr)，評定為世界最節省能源的綠建築。。